# Mekhi Blackmon
Mekhi Blackmon (Hayward, 18 marzo 1999) è un giocatore di football americano statunitense che milita nel ruolo di cornerback per i Minnesota Vikings della National Football League (NFL).

## Carriera

### Minnesota Vikings
Al college Blackmon giocò a football al College of San Mateo (2017), a Colorado (2018-2021) e a USC, dove nell'ultima stagione fu inserito nella formazione ideale della Pac-12 Conference. Fu scelto nel corso del terzo giro (102º assoluto) del Draft NFL 2023 dai Minnesota Vikings. Debuttò come professionista subentrando nella gara del primo turno contro i Tampa Bay Buccaneers mettendo a segno un tackle. La sua stagione da rookie si chiuse con 41 placcaggi, un intercetto e 8 passaggi deviati in 15 presenze, di cui 3 come titolare.